# 布埃納維斯塔 (金迪奧省)

布埃納維斯塔（西班牙語：Buenavista），是哥倫比亞的城鎮，位於該國中西部金迪奧省，處於亞美尼亞城以南33公里，始建於1933年3月4日，面積41平方公里，海拔高度1,477米，人口5,743。